# Copalnic-Mănăștur
Copalnic-Mănăștur is een Roemeense gemeente in het district Maramureș.
Copalnic-Mănăștur telt 5808 inwoners.